# Детонатор проміжний

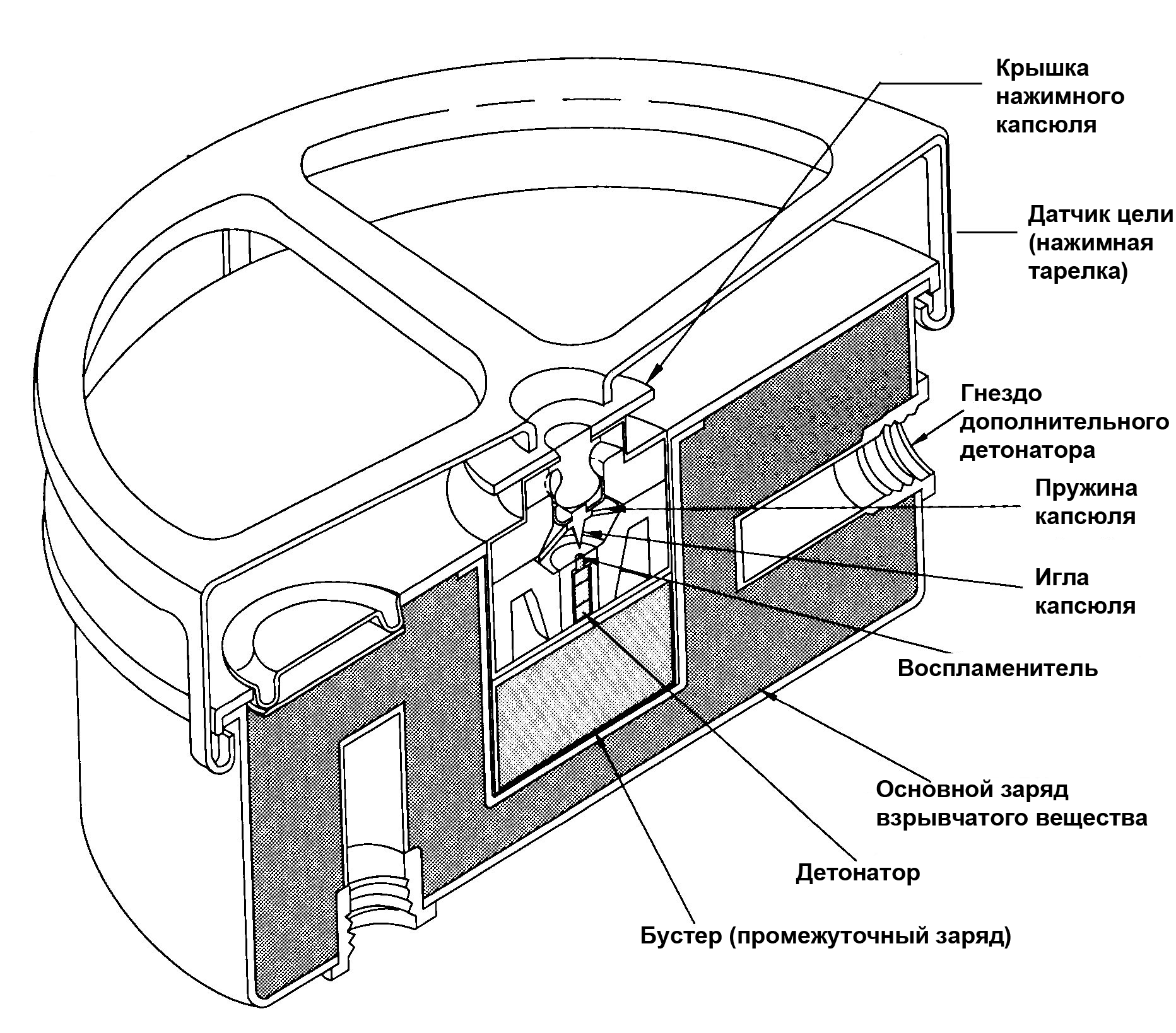
Детонатор проміжний (бустер) у противотанковій міні М1/М4

Детонатор проміжний (рос. детонатор промежуточный, англ. intermediate charge; нім. Zwischenzünder m) — заряд з потужної бризантної ВР, призначений для посилення ініціюючого імпульсу первинних засобів підривання капсуля-детонатора, детонуючого шнура та інш. Проміжні детонатори частіше за все являють собою пресовані або литі шашки циліндричної форми з наскрізним каналом для пропуску детонуючого шнура або з гніздом під капсуль- або електродетонатор. Шашки-детонатори виготовляють з тротилу або його сумішей з гексогеном або теном (масою 200, 400, 500 г).